# Alps de Romsdal
Els Alps de Romsdal (en noruec: Romsdalsalpane) formen la serralada que envolta la vall de Romsdal, al comtat de Møre og Romsdal, Noruega. Es troba principalment als municipis de Rauma, Nesset, i Norddal. La part sud de la serralada també es troba dins del Parc Nacional de Reinheimen. La famosa carretera Trollstigen és la principal carretera d'aquesta serralada.
Les principals muntanyes de la serralada són les següents: 
- Store Venjetind de 1.852 metres
- Store Trolltind de 1.788 metres
- Trollryggen de 1.740 metres
- Romsdalshorn de 1.550 metres
- Kyrkjetaket de 1.439 metres